# Nick Borgen
Nils Thore Borgen, tidigare Nick Nils Carol Thore Borgen, född 5 januari 1952 i Andenes, Nordland fylke, är en norsk-svensk musiker och sångare.

## Biografi
År 1969 flyttade Borgen från Norge till Sverige och bosatte sig i Östersund. Genombrottet som artist kom när han vann den riksomfattande talangtävlingen Stjärna -71, anordnad av Saxons Veckotidning och nöjesparken Gröna Lund. Tillsammans med några vänner bildade han bandet Scandinavians  som turnerade i hela Sverige under många år som ett modernt dansband. Några år senare sjöng han med dansbandet Thor-Erics 1976–1980. År 1981 hoppade Borgen av dansbandsturnerandet för att ägna sig mer åt låtskrivande, cirka 350 av låtarna han skrivit finns inspelade. Borgen har bidragit med tio bidrag till Norsk Melodi Grand Prix.
År 1990 bildade han återigen dansband, Nick Borgens orkester. Nick Borgen avslutade sin dansbandskarriär 2003, och arbetar nu endast med pop, rock och visor samt reser runt i Norden med en egen konsert. 
År 2011 utkom han med romanen Den okända soldaten, och 2017 med romanen Klasskampen.

### Hitlåtar
Flera av hans låtar har blivit förknippade med sport. Kända hitlåtar av honom är "We Are All the Winners", som slutade på andra plats i den svenska Melodifestivalen 1993, och "Den glider in" som var kampsång för Tre Kronor, Sveriges herrlandslag i ishockey, vid världsmästerskapet 1995 i Sverige. En annan sång, "Vi gjorde rätt", skrevs till Olympiska vinterspelen 1994 i Lillehammer i Norge, där Tre Kronor tog sitt första olympiska guld i ishockey. Borgen har även gjort en hyllningslåt till Östersund, "Mitt kära Östersund". Han deltog i den svenska Melodifestivalen 1997 med sin egen komposition "World Wide Web" som hamnade på 9:e plats.

## Diskografi
Soloalbum (urval)
- Midnattssolen - Nick Borgen (1970)
- DansPartaj, en live-inspelning från Jönses loge i Hälsingland (1972)[8]
- En kveld som det her (1973)
- Nick Borgen (1974)
- Jag sjunger för dig (1974)
- Gipsy (1975)
- Gi meg en dag i morgen (1980)
- Only for You (1983)
- La musikken leve (1984)
- Me and My Music (1987)
- Framtiden (1990)
- Hotel Blue Heaven (1991)
- Maria (1992)
- We Are All the Winners (1993)
- Europa (1994)
- Nick Borgens 40 favoritlåtar (1994)
- Nick Borgen x 2 (1995)
- Du e' vår allra bästa vän (1997)
- World Wide Web (1997)
- Hem igen (1998)
- Powerplay (1999)
- My Dreams (2002)
- Kalla nätter (2004)
- Sista dansen (2006)
- Mitt kära Östersund - Nick Borgen - 14 favoritter (2008)
- Visor i nöd och lust - Nick Borgen (2011)
- Ninas Café (2011)
- Mina egna ord - Nick Borgen (2013)
- Visor i vardagen - Nick Borgen (2014)
- Nu reser vi - Nick Borgen (2015)
- En Prostituerad Narrs Betraktelser[9] - Nick Borgen (2016)
- My favourite love songs - Nick Borgen (2018)
- Minnen & Reflektioner - Nick Borgen (2022)
- Just An Ordinary Tuesday - Nick Borgen (2024)

### Singlar och EP
- Take my hand - Nick Borgen (2021)
- Wonderful Tonight - Nick Borgen (2021)
- Å kunne æ skrive - Nick Borgen (2021)
- Om jag fick skriva - Nick Borgen (2021)
- A magic night - Nick Borgen (2021)
- Kor nydelig du e - Nick Borgen (2020)
- Æ ror aleina - Nick Borgen (2019)
- Jag vill ha en egen måne - Nick Borgen (2019)
- Jämtländsk Trolldans - Nick Borgen (1992)
- Alvelek i skumring - Nick Borgen (1993)
- Bakom de ensammas gardin - Nathalie Borgen, Nick Borgen (2021)
- Kjærlighetsvisa - Nick Borgen (2020)
- So good, so nice, so fine - Nick Borgen (2021)
- You know, I know, we know - Nick Borgen (2021)
- Days of gold (The wedding song) (2021)
- The story of John Wess Bravy (2021)
- Vi e Gula Väggen (2021)
- Gränslöst - Nick Borgen (2023)
- Vi e så bra (2024)
- Sad Songs (2024)
- You Are The Reason (2024)

(Spotify, maj 2021.)

### Webbkällor
- Nick Borgen från Rockipedia